# IC 4021
IC 4021 est une galaxie elliptique située dans la constellation de la Chevelure de Bérénice à environ 261 millions d'années-lumière de la Voie lactée. Elle a été découverte par l'astronome allemand Hermann Kobold en 1899.
Selon la base de données Simbad, IC 4021 est une galaxie LINER, c'est-à-dire une galaxie dont le noyau présente un spectre d'émission caractérisé par de larges raies d'atomes faiblement ionisés.
Plus d'une dizaine de mesures non basées sur le décalage vers le rouge (redshift) donnent une distance de 103,273 ± 26,872 Mpc (∼337 millions d'al), ce qui est à l'intérieur des distances calculées en employant la valeur du décalage.
La désignation DRCG 27-172 est utilisée par Wolfgang Steinicke pour indiquer que cette galaxie figure au catalogue des amas galactiques d'Alan Dressler. Les nombres 27 et 172 indiquent respectivement que c'est le 27e amas de la liste, soit Abell 1656 (l'amas de la Chevelure de Bérénice), et la 172e galaxie de cet amas. Cette même galaxie est aussi désignée par ABELL 1656:[D80] 172 par la base de données NASA/IPAC, ce qui est équivalent. Dressler indique que IC 4908 est une galaxie elliptique de type E.

## Quelques galaxies d'Abell 1656 dans la région

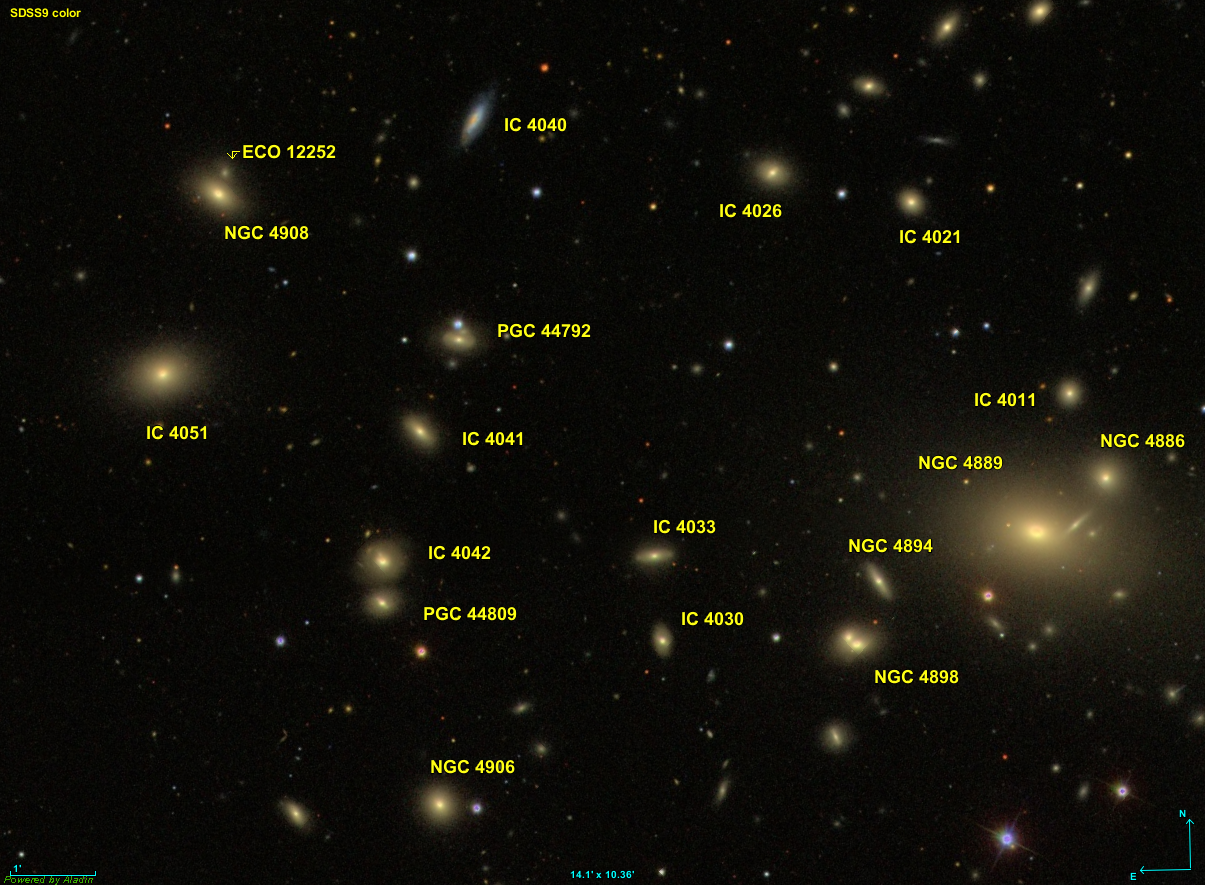
Quelques galaxies de l'amas de la Chevelure de Bérénice dans la région d'IC 4021.

Comme le montre l'image obtenue des données du relevé SDSS, plusieurs galaxies voisines d'IC 4021 font partie de l'amas de la Chevelure de Bérénice. Sur cette image, seule NGC 4899 n'en fait pas partie. Toutes les autres galaxies apparaissent au catalogue de Dressler. Le tableau ci-dessous indique la correspondance entre les désignations courantes et les désignations employées par Dressler. 
| Designation | DRCG                 |
| ----------- | -------------------- |
| IC 4011     | 27-152               |
| IC 4026     | 27-170               |
| IC 4030     | 27-119               |
| IC 4033     | 27-147               |
| IC 4040     | 27-169               |
| IC 4041     | 27-145               |
| IC 4042     | 27-144               |
| IC 4051     | 27-167               |
| NGC 4886    | 27-151               |
| NGC 4894    | 27-122               |
| NGC 4898    | 27-122               |
| NGC 4906    | 27-118               |
| NGC 4908    | 27-143               |
| PGC 44792   | ABELL 1656:[D80] 47  |
| PGC 44809   | ABELL 1656:[D80] 53  |
| ECO 12252   | ABELL 1656:[D80] 133 |